# 五龙壁 (宣化)
五龙壁，原是弥陀寺的一部分，是一座清代砖雕影壁，位于中国河北省张家口市宣化区东门内钟楼大街北侧师范路6号宣化科技职业学院东校区（原宣化师范学校）院内，已列为省级文物保护单位。

## 建筑
五龙壁在弥陀寺南房的山墙上，为山式影壁，坐东向西，砖雕仿木结构，高5米，宽4米。中心雕刻五条巨龙图案，上下分别是祥云和波浪。周围还有61幅小型图案，雕刻飞禽走兽、奇花异草。
弥陀寺建于元初，明清均有重修。2001年学校在维修过程中，发现五龙壁所在房屋房梁上的题记，确定五龙壁建于清乾隆年间。

## 保护
1982年7月23日，五龙壁由河北省人民政府公布为河北省文物保护单位，类型为古建筑，编号2-137-3-109。